# 札幌駅バスターミナル

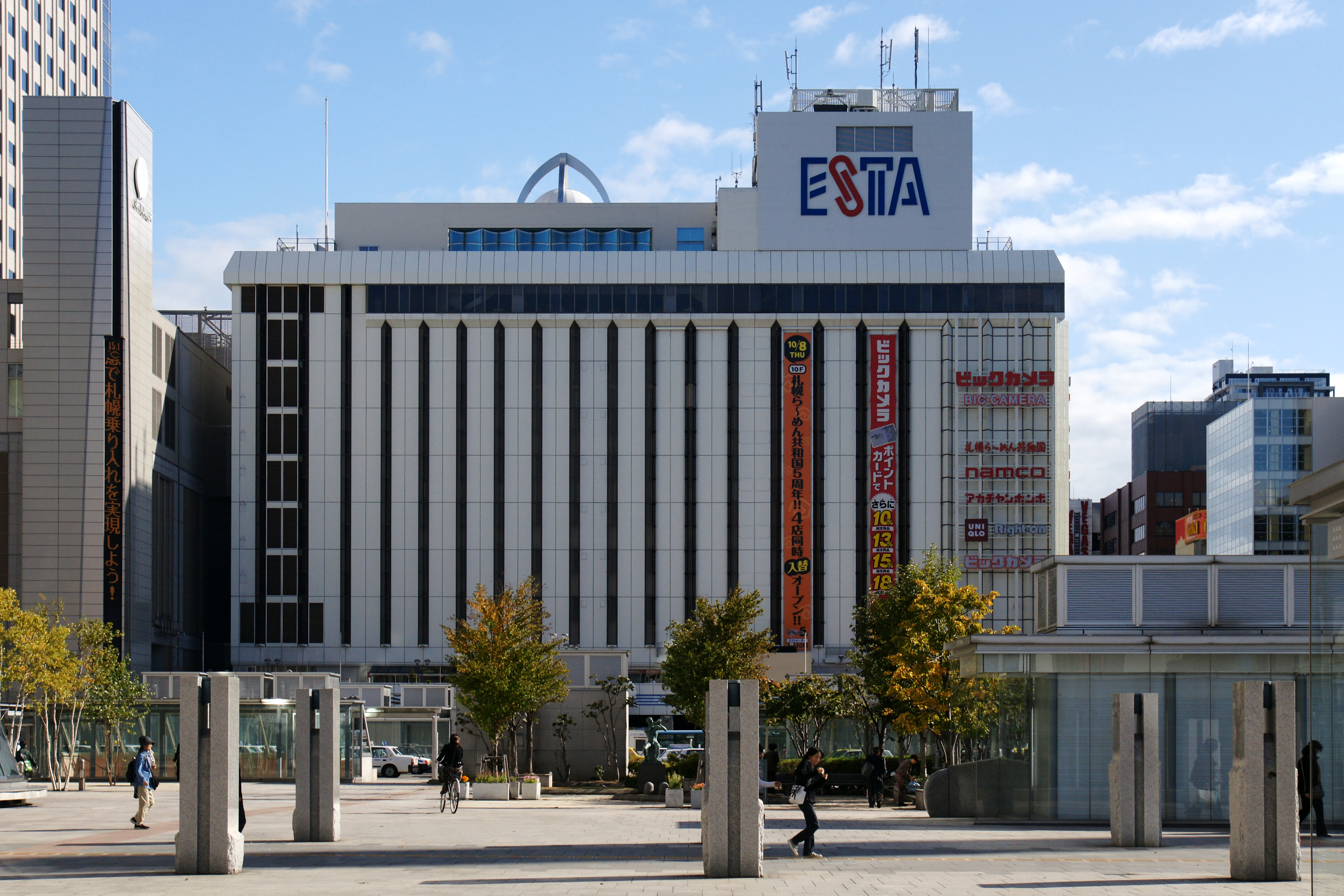
札幌エスタ1階に設置

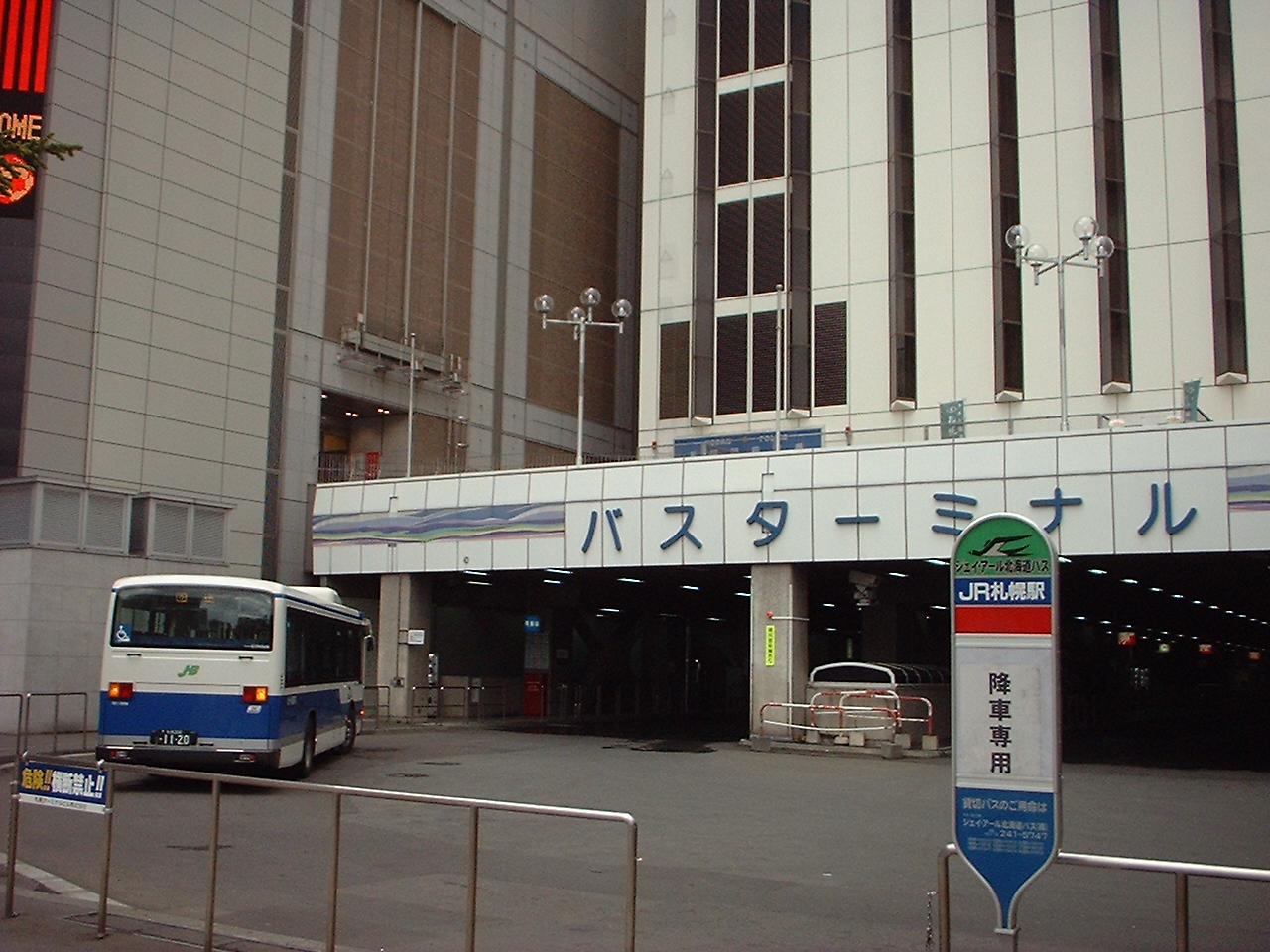
レーン入口外観

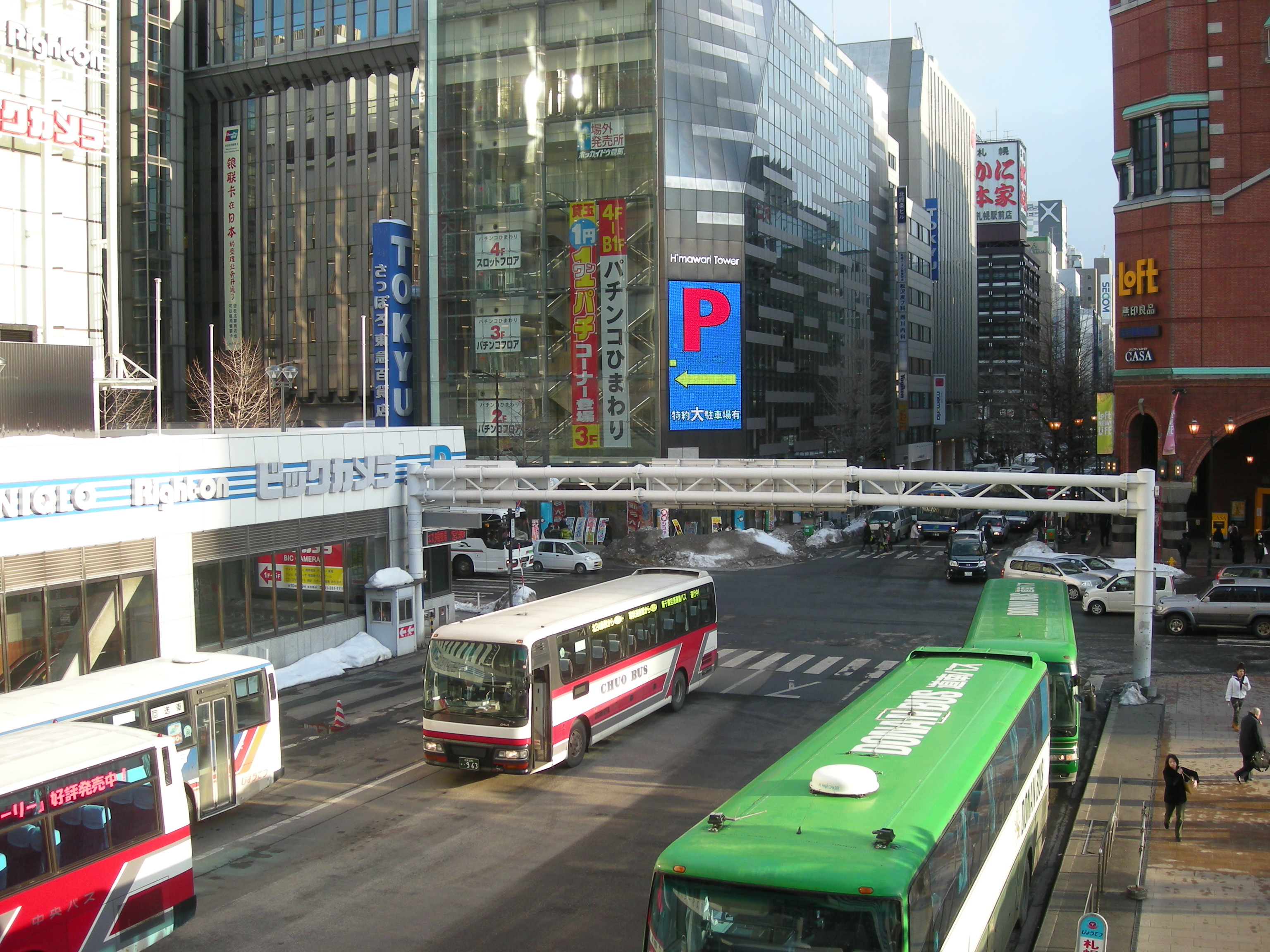
待機スペース

札幌駅バスターミナル（さっぽろえきバスターミナル）は、北海道札幌市中央区北5条西2丁目の札幌駅南口に所在した、自動車ターミナル法による一般バスターミナルの名称。札幌市独自の分類では「都心バスターミナル」とされる。
本項では閉鎖に伴い移設された仮設バスのりば、および他の札幌駅周辺に発着するバス路線についても扱う。

## 概要
1978年（昭和53年）9月1日供用開始。札幌市により設置され、管理運営は北海道旅客鉄道（JR北海道）関連会社の札幌駅総合開発が行っていた。2021年（令和3年）12月の平日1日あたり、スクールバス等の非公示便および定期観光バスを除く発着便数は、バスターミナル・路上（駅前、北口）停留所を合わせて2,312便（感染症流行による一時運休便を含む）。
「札幌エスタ（2023年8月31日閉館）」の1階にあり、札幌市と北海道内の主要都市を結ぶ都市間高速バスや市内線が数多く発着していた。北・中・南の3つのレーンを有し、1〜18番の通し番号が割り当てられていた（例：南レーン14番のりば）。北レーン6番のりば後方の構内に降車場が設置されており、法令上ののりば数は計19ヶ所となる他、バスターミナル入口脇に各事業者が設置した降車専用停留所があった。各レーンは階段と構内中央の遮断機付きの押しボタン式信号機を設置した横断歩道で結ばれていた。
札幌発着の都市間高速バスの大半は当バスターミナルを起終点とするが、一部は札幌ターミナル（大通東1丁目）や大通バスセンター（南1条東1丁目）始発となる。過去に利用者より当バスターミナルに発着を集約するよう要望が寄せられていたが、バス事業者側からは収容量の限界や深夜便の発着時間帯にバスターミナルが閉鎖されてしまうことなどを挙げており、改善された路線は一部にとどまった。
北海道新幹線札幌延伸に向けた再開発事業に伴い、札幌駅バスターミナルは2023年（令和5年）9月30日で閉鎖され、後述するように同年10月1日からは新たに仮設バスのりばが札幌駅南側周辺に分散して設置された。バスターミナル内にあった各バス会社の窓口も同様に移転された。
新幹線の札幌駅に直結するバスターミナルを新設し、駅周辺に分散するバス乗降場を集約する「バスタプロジェクト」が2023年3月に事業化された。国土交通省北海道開発局札幌開発建設部が事業主体となり、新ターミナルを建設する「札幌駅交通ターミナル整備事業」が進められている。

## 沿革
- 1978年（昭和53年）9月1日：「札幌駅前国鉄バスターミナル」[新聞 1]の跡地に、「札幌ターミナルビル」（札幌エスタ）が開業し[新聞 2]、1階に「札幌駅バスターミナル」供用開始。バスレーンのナンバリング表記はレーン毎に独立した番号が付けられていた（北レーン1〜6番・中レーン1〜6番・南レーン1〜6番）。
- 2003年（平成15年）3月6日：「JRタワー（札幌ステラプレイス）」開業[新聞 3]を機に、バスレーンのナンバリング表記が通し番号（1〜18のりば）に改められる。
- 2005年（平成17年）10月1日：「札幌エスタ」を運営する札幌ターミナルビルが、「JRタワー（札幌ステラプレイス）」を運営する札幌駅南口開発、「アピア」を運営する札幌駅地下街開発、「パセオ」を運営する札幌ステーション開発と合併し、「札幌駅総合開発」と商号変更[6]。
- 2023年（令和5年）9月30日：北5西1・西2地区市街地再開発事業により、2028年度（令和10年度）まで一時閉鎖（予定）[4]。

## 窓口
ジェイ・アール北海道バス（以下、「JRバス」と記述）
バスターミナル閉鎖に伴い、「バスチケットセンター」をアピアから北3条西3丁目に移転。
北海道中央バス（以下、「中央バス」と記述）・道南バス
バスターミナル閉鎖に伴い、日本生命札幌ビル敷地内（2番のりば付近）に中央バスと道南バスの仮設窓口を設置。
中央バスの定期観光バス窓口はバスターミナル閉鎖に先立ち、2023年（令和5年）9月1日より札幌駅西コンコース（北口側）に移設。2024年（令和6年）9月1日より定期観光バスのりば付近に再移設された。
じょうてつ・沿岸バス
バスターミナル閉鎖に伴い、札幌駅南口（タクシーのりば横）にじょうてつと沿岸バスの仮設窓口を設置。

## 「札幌駅前」路上停留所・仮設バスのりば
停留所名はじょうてつが「札幌駅」、他はすべて「札幌駅前」。
札幌駅南口側は従来より、バスターミナル外の路上にも停留所が配置されていた。前述の札幌駅バスターミナルの一時閉鎖に伴い、札幌駅バスターミナルに乗り入れていた各都市間バス・路線バスは札幌駅南側に分散してバス会社ごとに再配置され、のりば番号も再編された。
のりば説明にて「既設」とあるのりばは、札幌駅バスターミナル一時閉鎖以前から既に設置されているが、のりば番号は変更されている場合がある。また、降車に関する説明がないのりばは、のりば至近に降車停留所を設置、またはのりばにて降車も扱う。
2025年（令和7年）4月21日現在。路線詳細は営業所記事・路線記事・事業者記事を参照。

### 北海道中央バス（および共同運行各社）・道南バス

#### 北3条広場周辺

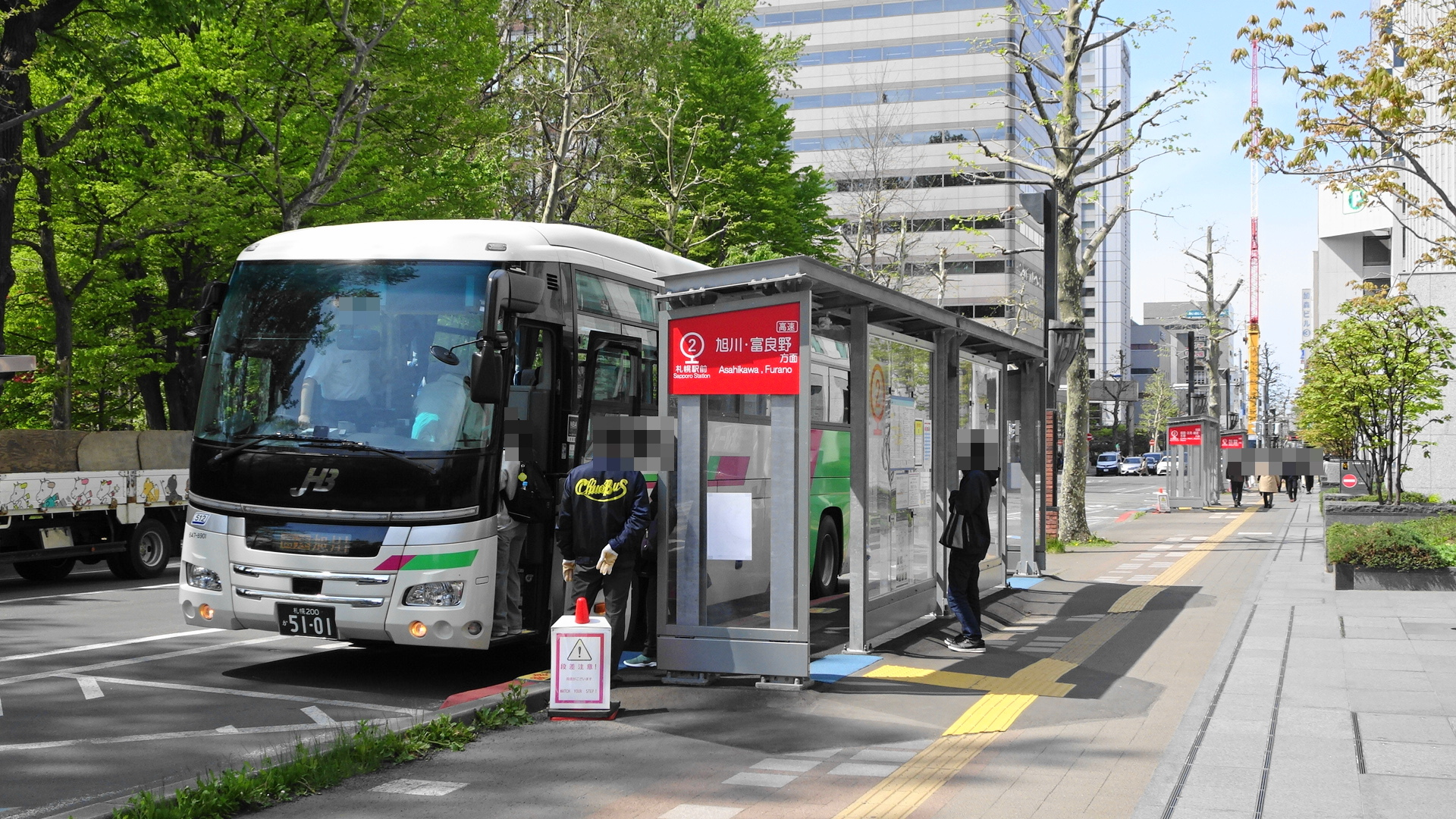
2番のりば付近

北3条西4丁目の日本生命札幌ビル西側（1番 - 4番）と東側（5番 - 7番）。地下鉄さっぽろ駅10番出入口または札幌駅前通地下歩行空間2・4番出入口が最寄り。主に各方面への都市間高速バスが集約されている。
中央バス（および共同運行各社）の降車は北2条西3丁目（sitatte sapporo前）で扱う（混雑などで利用できない場合は5番から7番のりばも降車場として利用）ほか、札幌北IC経由の便は#ホクレンビル前のみで扱う。なお、中央バスが営業協力し札幌行降車のみで札幌駅バスターミナルに乗り入れていた斜里バスの斜里町発イーグルライナーは、既設の「北2条西3丁目」停留所を終点に変更し、仮設降車場に乗り入れない。
道南バスは北5条通の大規模工事に伴う交通規制のため、30番のりばで扱っていた乗降取り扱いを休止し、既設の「北2条西3丁目」停留所を「札幌駅前（北2西3）」に改称して新たな終点とする。乗車は7番のりばのみとなる。
1番のりば
- 札樽線（中央バス・JRバス）
  - 高速おたる号 小樽市行（円山経由/北大経由 小樽駅（小樽ターミナル））
- 中央バス 札樽線（各路線、円山・小樽駅・余市駅前十字街経由）
  - 高速よいち号 余市町行（余市梅川車庫）
  - 高速しゃこたん号 積丹町行（余市梅川車庫・古平役場・美国）
  - 高速いわない号 岩内町行（仁木役場・共和役場・岩内ターミナル）
  - 高速ニセコ号 ニセコ町行（仁木役場・倶知安十字街・いこいの湯宿いろは）
- 中央バス 札樽線
  - 高速おたる号 小樽市行（円山・望洋台経由 小樽築港駅）

2番のりば
- 旭川営業所・JRバス・道北バス
  - 高速あさひかわ号 旭川市行（旭川駅）
- 札幌北営業所
  - 高速ふらの号 富良野市行（赤平駅・芦別駅・富良野駅）

3番のりば
- 札幌北営業所・くしろバス・阿寒バス
  - スターライト釧路号 釧路市行（くしろバス本社・釧路駅（釧路駅前バスターミナル））
- 札幌北営業所・網走バス・北海道北見バス
  - ドリーミントオホーツク号 北見市・網走市行（北見バスターミナル・美幌駅・網走バスターミナル）
- 札幌北営業所・道北バス
  - 高速なよろ号 名寄市行（和寒・士別大通6丁目・名寄駅・名寄営業所）

4番のりば
- 札幌北営業所・北都交通・JRバス・十勝バス・北海道拓殖バス
  - ポテトライナー 帯広市行（直行/音更経由/清水・芽室経由 帯広駅（帯広駅バスターミナル））
- 札幌北営業所・北都交通・函館バス
  - 高速はこだて号 函館市行（八雲・森・新函館北斗駅・函館駅（函館駅前バスターミナル）・湯の川温泉）
- 札幌北営業所・JRバス・道北バス・北紋バス
  - 高速流氷もんべつ号 紋別市行（滝上・紋別ターミナル）
- 札幌北営業所・北海道北見バス・道北バス
  - 高速えんがる号 遠軽町行（白滝・丸瀬布・遠軽ターミナル）

5番のりば
- 滝川営業所
  - 高速たきかわ号 滝川市行（砂川市立病院・滝川駅・滝川営業所）
  - 高速るもい号 留萌市行（砂川市立病院・滝川駅経由/深川市立病院経由 留萌ターミナル）

6番のりば
- 岩見沢営業所
  - 高速いわみざわ号 岩見沢市行（岩見沢ターミナル）
  - 高速みかさ号 三笠市行（岩見沢ターミナル・三笠市民会館）
  - 高速くりやま号 栗山町行（南幌ビューロー・西2号・栗山駅）[16]

7番のりば
- 札幌北営業所
  - 高速とまこまい号 苫小牧市行（苫小牧駅・苫小牧西港フェリーターミナル）
  - 高速むろらん号 室蘭市行（登別駅前・幌別・東町ターミナル・室蘭観光協会）
- 道南バス
  - 高速ハスカップ号 苫小牧市行（苫小牧駅）
  - 高速おんせん号 登別市行（登別温泉）
  - 高速白鳥号 室蘭市行（登別駅前・幌別・東町ターミナル・室蘭観光協会）
  - 高速蘭東ライナー号 室蘭市行（若山営業所・室蘭工業大学・東室蘭駅東口）
  - 高速ペガサス号 浦河町行（鵡川四季の館・門別競馬場・静内駅・浦河町役場・浦河ターミナル）
  - 札幌洞爺湖線 洞爺湖町・壮瞥町行（中山峠・ルスツリゾート・洞爺湖温泉・東町）[15]

#### さっぽろ東急百貨店前

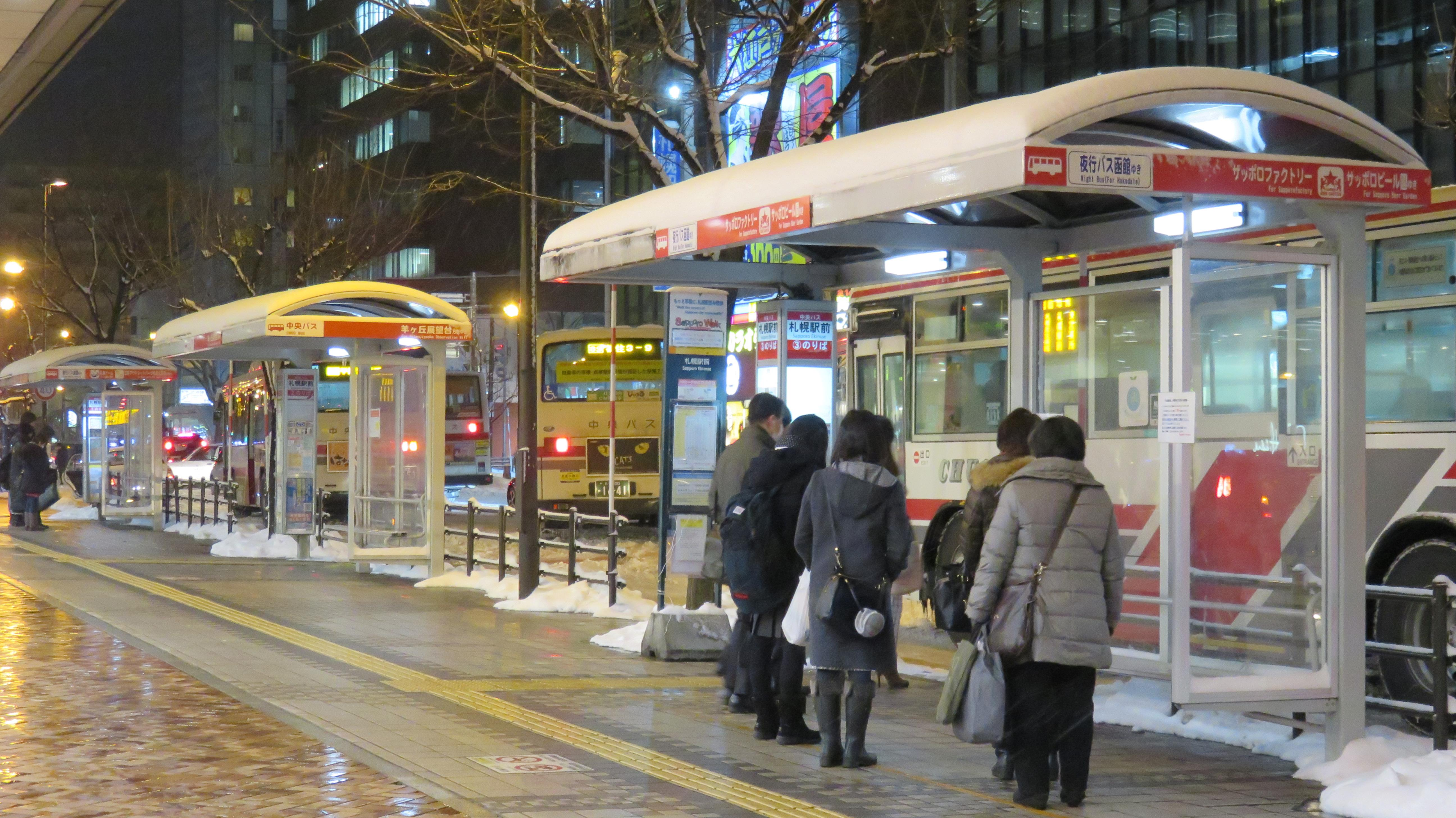
C1 - C3番のりば付近（さっぽろ東急百貨店前）

北4条西2丁目のさっぽろ東急百貨店南口、地下鉄さっぽろ駅13・14番出入口付近に既設。当初は21 - 23番が割り振られる予定であった。中央バスの主に豊平区・清田区方面の一般路線バスが使用する。
C1番のりば
- 平岡営業所（各路線、豊平郵便局・月寒中央駅・福住駅（福住バスターミナル）・札幌ドーム経由）
  - 74 月寒本線 農業研究センター行
  - 80 月寒本線 平岡営業所行（真栄経由）
- 大曲営業所
  - 100 三井アウトレットパーク線 三井アウトレットパーク直行

C2番のりば
- 平岡営業所
  - 61 月寒東線 平岡営業所行（豊平郵便局・月寒中学校・北野団地経由）
  - 64 北野中央線 平岡営業所行（豊平郵便局・月寒中央駅・北野中学校経由）

C3番のりば
- 石狩営業所
  - 36 篠路駅前団地線 篠路10条4丁目行（北45条東8丁目経由）
- 札幌東営業所
  - 循環88 サッポロビール園・ファクトリー線 サッポロビール園行（サッポロファクトリー経由）

#### 旧ヒューリック札幌ビル前
北3条西3丁目の旧ヒューリック札幌ビル（みずほ銀行札幌支店）前、地下鉄さっぽろ駅9番出入口（閉鎖中）付近に既設。当初は18・19番が割り振られる予定であった。中央バスの主に白石区方面の一般路線バスが使用。
C4番のりば
- 白石営業所
  - 55 白石本線 白石営業所行（サッポロファクトリー・北白石中学校経由）

C5番のりば
- 白石営業所
  - 57 北郷本線 白石営業所行（サッポロファクトリー・川下5条1丁目経由）

#### 旧札幌西武前（東側）
北4条西3丁目の旧札幌西武南口（北4西3地区市街地再開発予定地南側）に既設。当初は17番が割り振られる予定であった。中央バスの主に北区・東区方面の一般路線バスが使用。JRバスの16番のりばと隣接。
C6番のりば
- 新川営業所（各路線、市立病院前・南新川経由）
  - 西51 北桑園線 北24条駅行
  - 西71 新川八軒線 新川営業所行（琴似工業高校経由）
- 札幌東営業所
  - 56 東雁来線 豊畑行（苗穂駅・東営業所・東雁来経由）

#### 札幌ブリックキューブビル前
北3条西1丁目の札幌ブリックキューブビル西側、地下鉄さっぽろ駅22番出入口付近に既設。当初は24番ののりば番号が割り振られる予定であった。中央バスの札幌ターミナル行一般路線バスが使用。
のりば番号なし
- 新川営業所
  - 02 屯田線
- 石狩営業所
  - 09・14 花川南団地線
  - 16 花畔団地線
  - 36 篠路駅前団地線

至近に中央バス「北3条西1丁目」停留所があるが、大通駅との地下鉄乗継指定停留所となっているため本項目では扱わない。

### ジェイ・アール北海道バス

#### 北4条西4丁目（南側）周辺

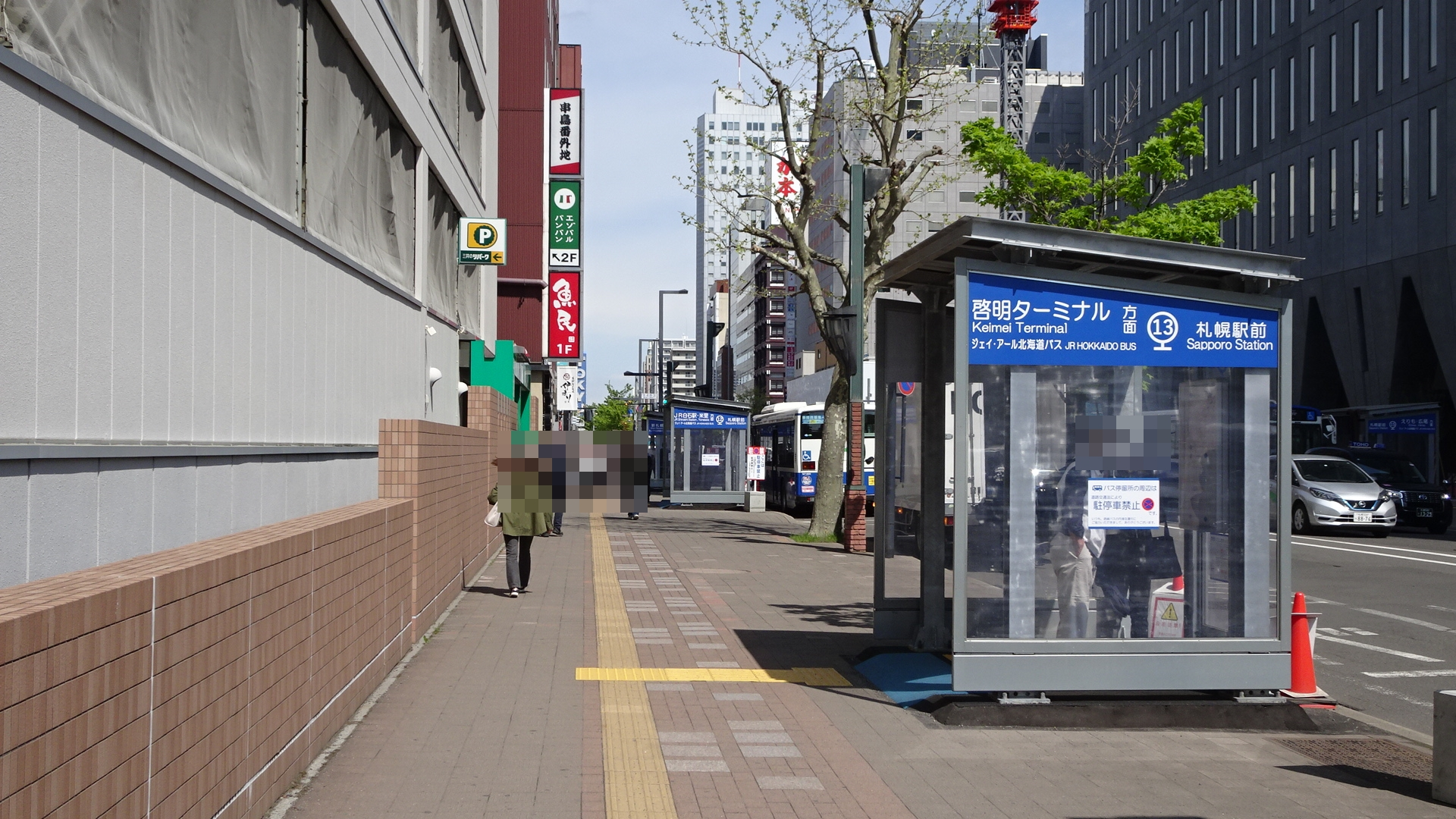
13番のりば付近

北4条西4丁目のニュー札幌ビル・三井のリパーク札幌駅南口前（11 - 13番）と向かい側の日本生命札幌ビル北側（14・15番）。地下鉄さっぽろ駅8・10番出入口が最寄り。降車は、啓明線は西5丁目通（リパーク札幌駅南口西側）、日勝線は15番のりば、その他は札幌駅前通（地下鉄さっぽろ駅3・6番出入口付近）で扱う。
11番のりば
- 空知線
  - 1 新札幌線 新札幌駅（新札幌バスターミナル）行（サッポロファクトリー・白石本通経由）
- 長沼線
  - 32 北広島線 北広島西高校行（サッポロファクトリー・白石本通・大谷地ターミナル（大谷地駅）経由）

12番のりば
- 空知線（5を除く各路線、サッポロファクトリー経由）
  - 2 北郷線 JR白石駅北口行（苗穂駅・北郷5条3丁目経由）
  - 5 米里線 白陵高校前行（バスセンター・菊水駅経由）
  - 8 米里線 大麻11丁目行（東橋・米里1条2丁目経由）
  - 9 米里線 白陵高校前行（東橋・米里1条2丁目経由）

13番のりば
- 琴似営業所（各路線、西11丁目駅経由）
  - 50 啓明線 もいわ山ロープウェイ行（中央区役所前・南13条西22丁目経由）
  - 51 啓明線 啓明ターミナル行（医大病院前経由）
  - 53 啓明線 啓明ターミナル行（中央区役所前経由）

14番のりば
- 札樽線（各路線、円山第一鳥居・西区役所前・西町北20丁目経由）
  - 55 手稲線 手稲営業所前行（宮の沢駅（宮の沢バスターミナル）・手稲駅南口経由）
  - 57 手稲金山線 イムスリハビリ病院前行（宮の沢駅・手稲駅南口経由）[24]
  - 61 西町線 宮の沢駅行
  - 快速64 手稲線（快速ていねライナー） 手稲鉱山通行（手稲駅南口経由）

15番のりば
- 日勝線
  - 高速えりも号 えりも町行（浦河町役場・様似駅・えりも駅）
  - 高速ひろおサンタ号 広尾町行（（浦河）向別・野塚・広尾駅・広尾6丁目）：運休中[25]

#### 旧札幌西武前（西側）
北4条西3丁目の旧札幌西武南口（北4西3地区市街地再開発予定地南側）に既設。中央バスのC6番のりばと隣接。
16番のりば
- 琴似営業所
  - 52 桑園発寒線 琴似工業高校行（桑園駅・札幌場外市場・JR琴似駅・発寒中央駅経由）
  - 54 北5条線 西28丁目駅行（北5条西20丁目経由）
  - 58 北5条線 琴似営業所前行（北5条西20丁目経由）

### じょうてつ、ほか各社

#### ホクレンビル前
北4条西1丁目のホクレンビル西側、地下鉄さっぽろ駅23番出入口付近。じょうてつの降車は旧札幌エスタ前で扱うが、混雑や工事などで使用できない場合は共済ビル前の臨時降車場で扱う。中央バス・JRバスが使用する既設停留所は当初は28番ののりば番号が割り振られる予定であった。
25番のりば
- じょうてつ
  - 南54 真駒内線 真駒内本町行（西11丁目駅・南21条西11丁目経由）・南町4丁目行（西11丁目駅・南21条西11丁目・真駒内本町・真駒内駅経由）
  - 南55 藻岩線 藻岩高校行（すすきの・南21条西11丁目経由）・硬石山行（すすきの・南21条西11丁目・川沿1条1丁目経由）

26番のりば
- じょうてつ（各路線、すすきの・南21条西11丁目・藻岩高校経由）
  - 快速7J・快速7H・快速7 定山渓線・豊平峡温泉線 簾舞団地行・豊滝行・定山渓温泉行・豊平峡温泉行（川沿16条2丁目・十五島公園経由）
  - 快速7 定山渓線 藤野西通行・豊滝行（川沿16条2丁目・藤野4条5丁目経由）
  - 快速8J・快速8 定山渓線 藤野3条2丁目行・簾舞団地行・豊滝行・定山渓温泉行（石山中央・十五島公園経由）

27番のりば
- じょうてつ
  - かっぱライナー号 小金湯温泉・定山渓温泉・豊平峡温泉直行
  - 南沢線（通勤ライナー号） 南沢4条3丁目行（川沿1条1丁目経由）

のりば番号なし（既設）
- 札樽線（中央バス・JRバス）
  - 高速おたる号（北大経由） 札幌ターミナル行

#### 北5条西1丁目（南側）
ホクレンビル北側の道路を挟んだ向かい側、北5西1・西2地区市街地再開発予定地前（北5条手稲通東向き）。
30番のりば
- 道南バス（乗降とも休止中）[15]

31番・32番のりば
乗車は32番のりば、降車は31番のりばと32番のりばのいずれかで扱う。
- 沿岸バス
  - 特急はぼろ号 羽幌町・豊富町行（小平中央・本社ターミナル・遠別出張所・幌延十字街・豊富営業所）
  - 特急ましけ号 留萌市行（浜益・雄冬・旧増毛駅・留萌駅前）

#### 北3条西3丁目（東側）

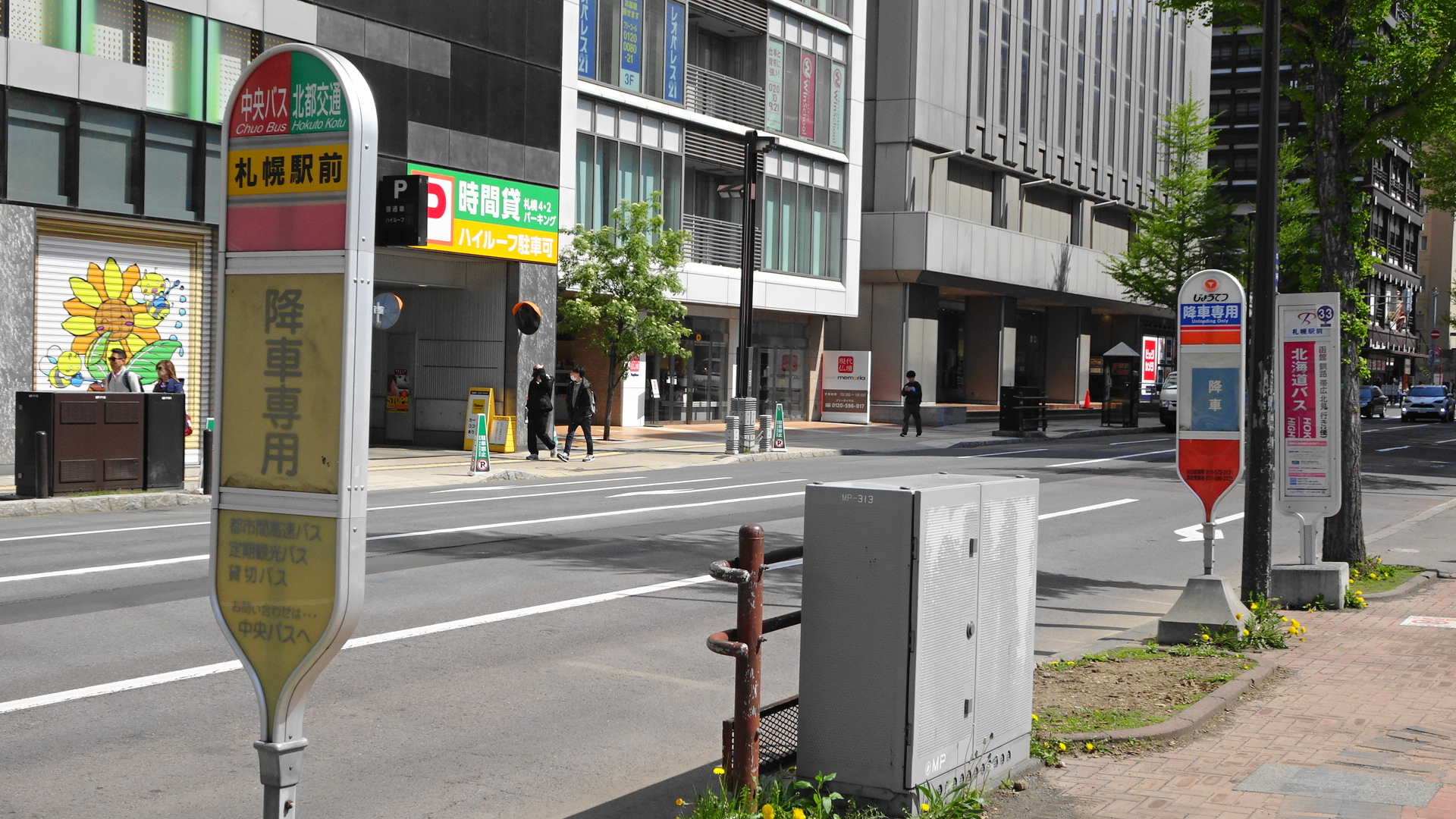
移設前の33番のりば付近

北3条西3丁目のN・北3西3ビル（常口アトム札幌駅前店）東側に北海道バスが乗車停留所を設置。2024年（令和6年）8月1日に北4条西3丁目の北4西3地区市街地再開発予定地東側から移設。降車は#ホクレンビル前で扱う。
33番のりば
- 北海道バス
  - 函館特急ニュースター号 函館市行（新函館北斗駅・函館駅・湯の川温泉）
  - 釧路特急ニュースター号 釧路市行（大楽毛駅・釧路駅・釧路車庫）
  - 帯広特急ニュースター号 帯広市行（直行/清水経由 芽室駅・帯広駅・帯広営業所）
  - 北見特急ニュースター号 北見市行（北見駅前・東武イーストモール端野店前）
  - Fビレッジシャトルバス Fビレッジ直行

#### 北4条西4丁目（北側）
北4条西4丁目の伊藤・加藤ビル北側（北海道日本ハムファイターズオフィシャルストア ON-DECK前）に北都交通が停留所を既設。当初は34番ののりば番号が割り振られる予定であった。降車は、新千歳空港発普通便は北4西3地区市街地再開発予定地東側（移設前の33番のりば付近）、同直行便は#ホクレンビル前、丘珠空港発は当停留所で扱う。

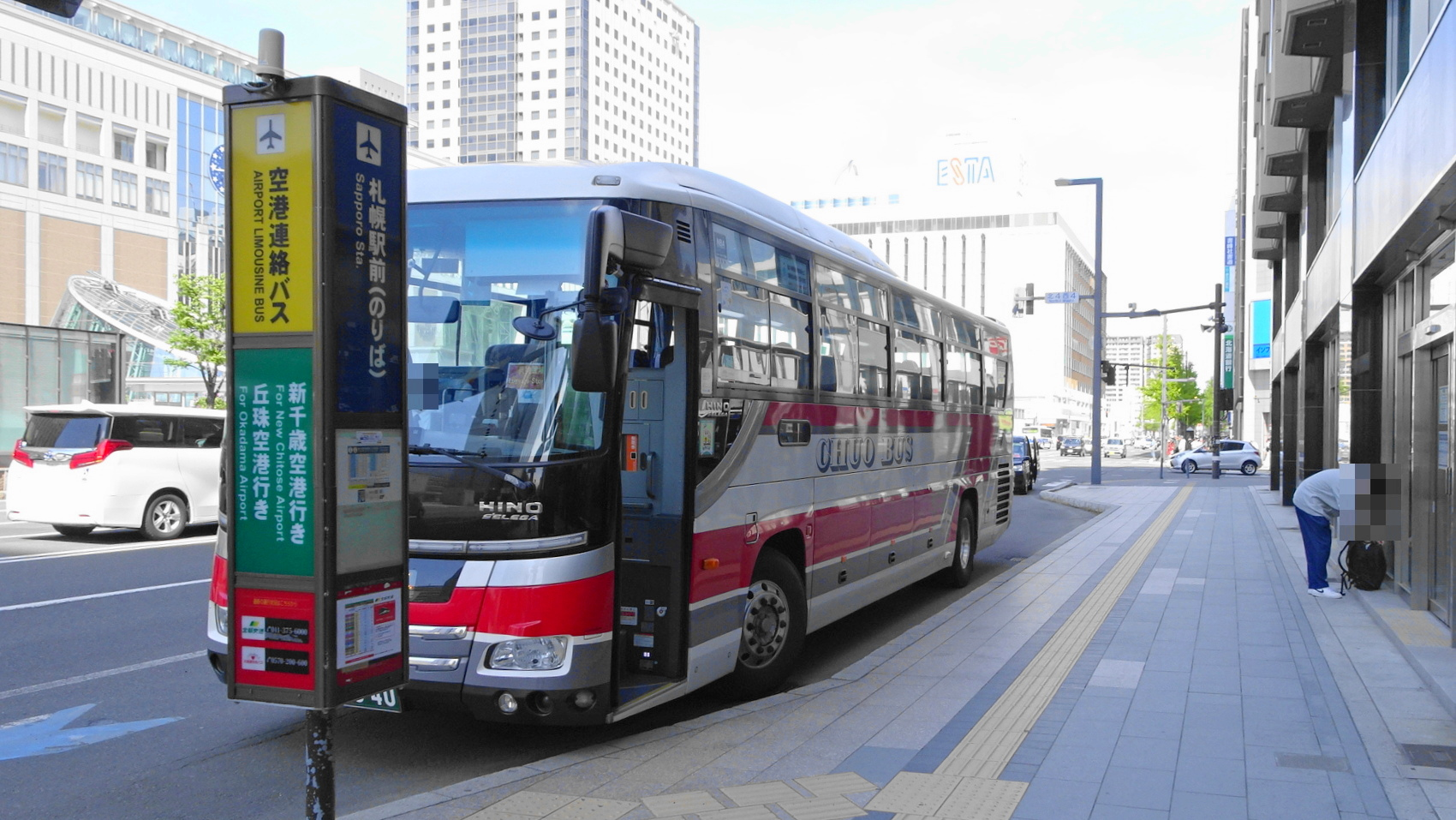
空港連絡バスのりば
- 北都交通・中央バス 月寒営業所
  - S・D 新千歳空港連絡バス 新千歳空港行（普通/直行 南千歳駅経由）
- 北都交通
  - 丘珠空港連絡バス 丘珠空港行（12月1日から3月下旬まで運休）

根室市発のオーロラ号（北都交通・根室交通）、稚内市発の特急わっかない号（北都交通・宗谷バス）、枝幸町発の特急えさし号（宗谷バス）が当停留所で降車のみ扱う。

## 「札幌駅北口」停留所

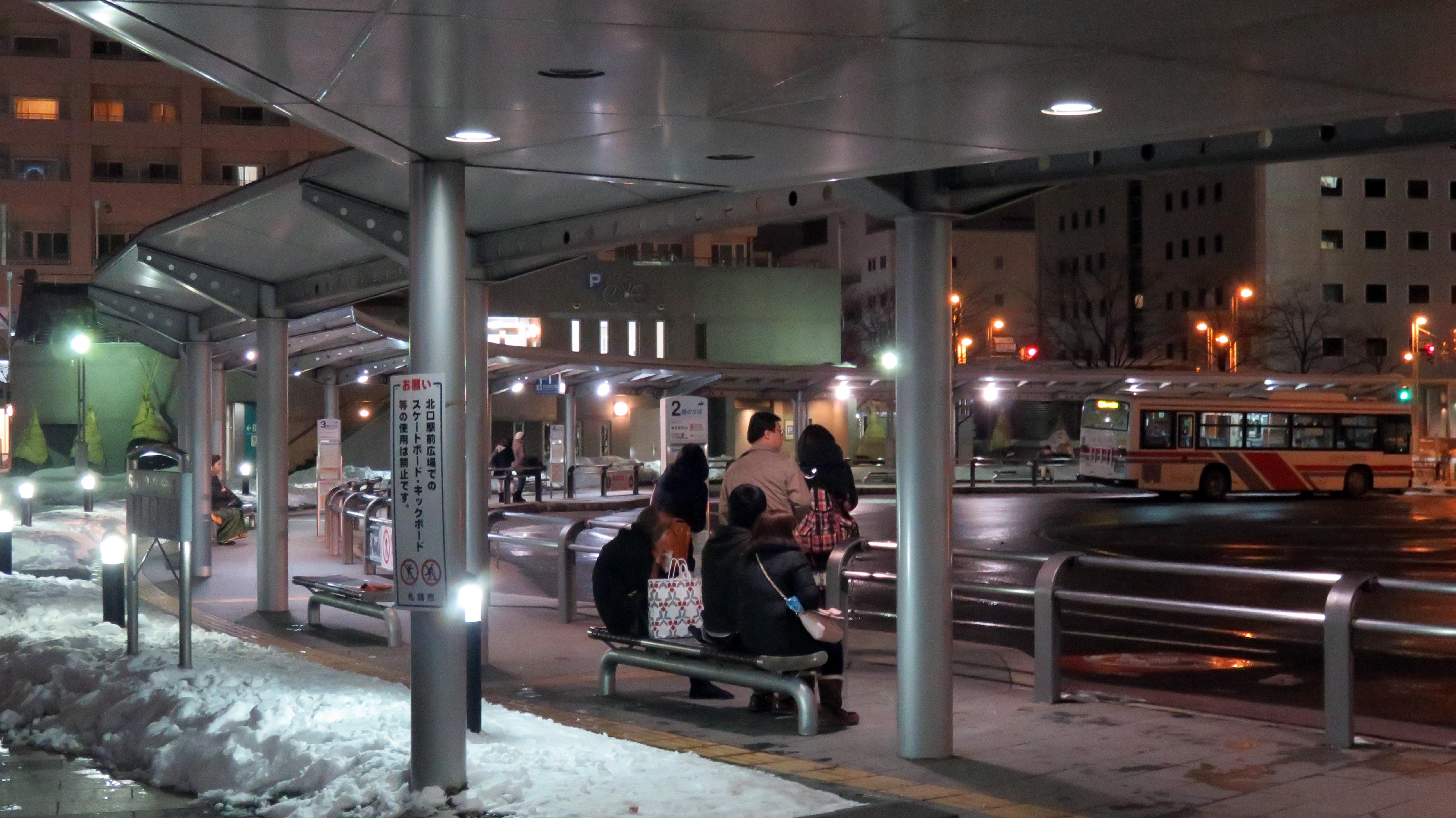
札幌駅北口 一般路線バス乗り場

札幌駅北口広場内（東側）。中央バスの主に北区・東区方面、じょうてつおよび観光バス・送迎バスが発着。のりば番号は当初はNではなく「北」が冠される予定であった。中央バスの路線詳細は営業所記事を参照。
2025年（令和7年）4月1日現在。
N1番のりば
- 貸切バス降車場

N2番のりば
- 札幌東営業所
  - 東63 苗穂北口線 東営業所行（アリオ札幌・苗穂工場経由）
  - 東65 伏古北13条線 東営業所行（北大正門前・東区役所前駅・環状通東駅経由）
  - 188 サッポロビール園・アリオ線 サッポロビール園直行

N3番のりば
- 札幌東営業所
  - 東63 苗穂北口線 市立病院行
- じょうてつ
  - 南64 真駒内線 真駒内本町行（西11丁目駅・南21条西11丁目経由）

N4番のりば
- 新川営業所
  - 02 屯田線 屯田6条12丁目行（東1丁目経由）

N5番のりば
- 新川営業所（各路線、北24条西5丁目・麻生駅経由）
  - 01 屯田線 屯田6条12丁目行（新琴似12条10丁目経由）
  - 04 屯田線 屯田6条12丁目行（中央バス自動車学校経由）
- 札幌北営業所
  - 東19 北光北口線 北49条東3丁目行（東区役所前駅・東8丁目経由）

### 定期観光バス
札幌駅バスターミナルの閉鎖に先立ち、2023年（令和5年）9月1日より中央バスの定期観光バスのりばが札幌駅北口のタクシーのりば側（西側）に変更された。
スキーバス（冬期運行）の降車は、南口側の空港連絡バスのりばで扱う。
定期観光バスのりば
- 札幌第一観光バス
  - スキーバス 札幌・ニセコ号 ニセコ行
- 札幌第一観光バス・じょうてつ
  - スキーバス 札幌国際スキー場線 札幌国際スキー場行
- 定期観光バス

## 「北5条西1丁目」停留所
創成川通沿いに既設されている「北5条西1丁目」停留所には、札幌駅前や札幌駅北口に乗り入れない中央バスの石狩市行が主に停車する。また、北区方面では札幌駅前・札幌駅北口を経由する一部の路線バスも停車する。
2025年（令和7年）4月1日現在。
- 新川営業所
  - 02 屯田線 屯田6条12丁目行（札幌駅北口・東1丁目経由）
- 石狩営業所
  - 14 花川南団地線 石狩庁舎前行（麻生駅・花川3丁目経由）
  - 16 花畔団地線 石狩庁舎前行（麻生駅・花川5丁目経由）
  - 36 篠路駅前団地線 篠路10条4丁目行（北45条東8丁目経由）
  - 札厚線 道の駅あいろーど厚田行（東茨戸2条1丁目・石狩庁舎前・望来経由）
  - 石狩線 石狩行・トーメン団地行（東茨戸2条1丁目・石狩庁舎前経由）
  - 31 石狩線 石狩庁舎前行（東茨戸2条1丁目経由）

## 閉鎖前の札幌駅バスターミナルのりば
2023年（令和5年）9月30日まで。
- 北レーン - 1〜6番のりば、レーンカラーは青。
- 中レーン - 7〜12番のりば、レーンカラーは赤。
- 南レーン - 13〜18番のりば、レーンカラーは緑。

※かつてはレーン毎にナンバリング設定がされており、それぞれ北レーン1 - 6・中レーン1 - 6・南レーン1 - 6として標記されたが、JRタワー開業を機に通しに改められた。
停留所としての呼称は各社で異なり、JRバスが「JR札幌駅」、中央バス（および各共同運行会社）と沿岸バスが「札幌駅前ターミナル」、道南バスが「札幌駅前」、じょうてつが「札幌駅」である。

### 北レーン

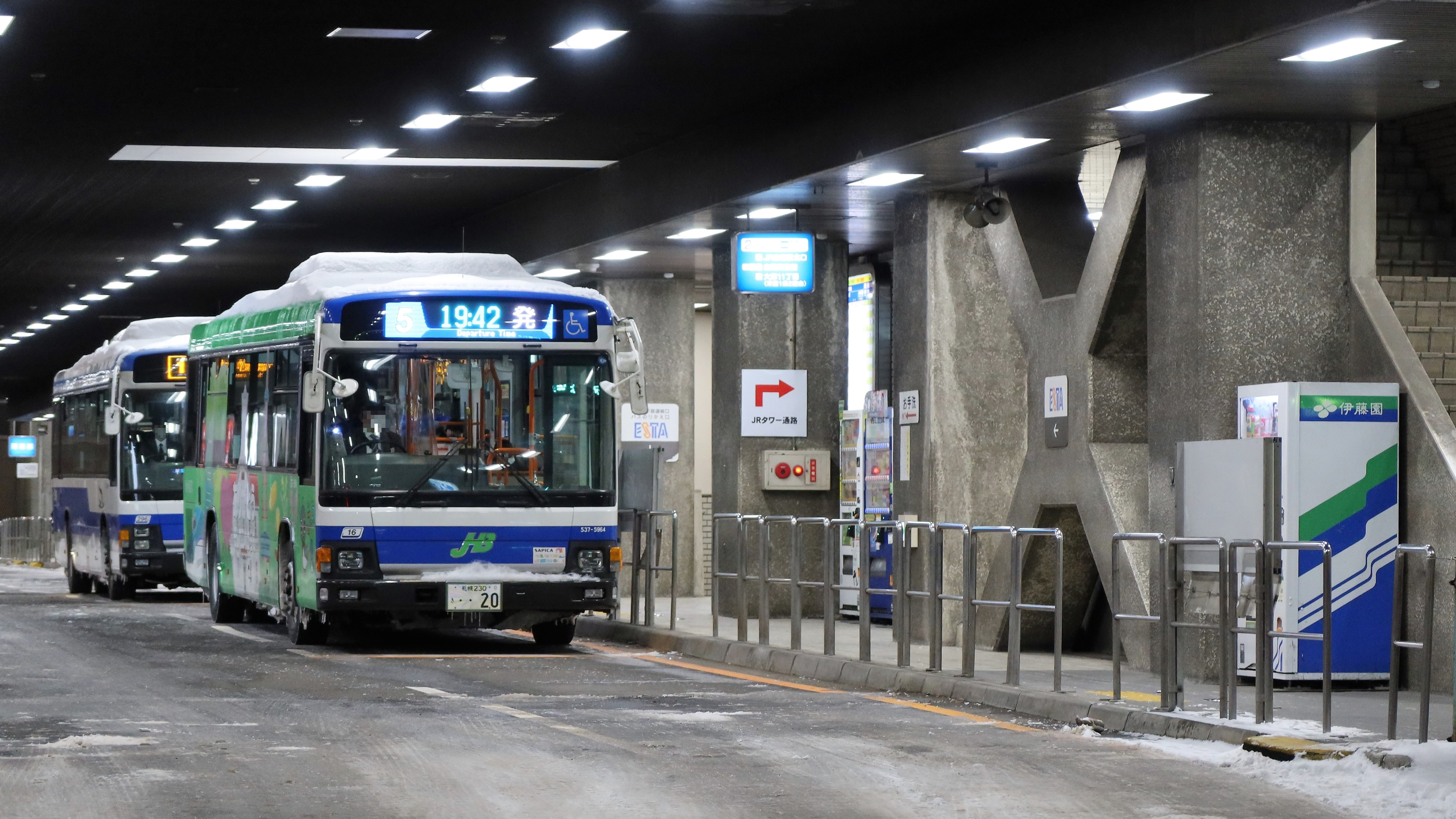
北レーン

主にJRバスの都市間高速バスと西区・厚別区方面が使用する。路線詳細は路線記事を参照。
1番のりば
- 札樽線・中央バス 札樽線
  - 高速おたる号 小樽市行（円山経由/北大経由 小樽駅前（小樽ターミナル)）
- 中央バス 札樽線（各路線、円山経由）
  - 高速おたる号 小樽市行（望洋台・小樽築港駅）
  - 高速よいち号 余市町行（小樽駅前・余市梅川車庫）
  - 高速しゃこたん号 積丹町行（小樽駅前・余市梅川車庫・美国・神威岬）
  - 高速いわない号 岩内町行（小樽駅前・共和役場・岩内ターミナル）
  - 高速ニセコ号 ニセコ町行（小樽駅前・倶知安十字街・いこいの湯宿いろは）

2番のりば
- 空知線（5系統を除く各路線、サッポロファクトリー経由）
  - 2 北郷線 JR白石駅北口行（苗穂駅・北郷5条3丁目経由）
  - 5 米里線 白陵高校前行（バスセンター・菊水駅経由）
  - 7 米里線 白陵高校前行（国立病院前・菊水駅経由）
  - 8 米里線 大麻11丁目行（東橋・米里1条2丁目経由）
  - 9 米里線 白陵高校前行（東橋・米里1条2丁目経由）

3番のりば
- 空知線
  - 1 新札幌線 新札幌駅（新札幌バスターミナル）行（サッポロファクトリー・白石本通経由）

4番のりば
- 長沼線
  - 32 北広島線 北広島西高校行（サッポロファクトリー・白石本通・大谷地駅（大谷地ターミナル）経由）
- 日勝線
  - 高速えりも号 えりも町行（浦河町役場・様似駅・えりも駅）
  - 高速ひろおサンタ号 広尾町行（（浦河）向別・野塚・広尾駅・広尾6丁目）

5番のりば
- 札樽線
  - 55 手稲線 手稲営業所前行（西区役所前・宮の沢駅（宮の沢バスターミナル）・手稲駅南口経由）
  - 57 手稲鉱山線 手稲鉱山通行（西区役所前・宮の沢駅・手稲駅南口経由）
  - 61 西町線 宮の沢駅行（西区役所前経由）

6番のりば
- 札樽線
  - 快速64 手稲線（快速ていねライナー） 手稲鉱山通行（西区役所前・手稲駅南口経由）

### 中レーン

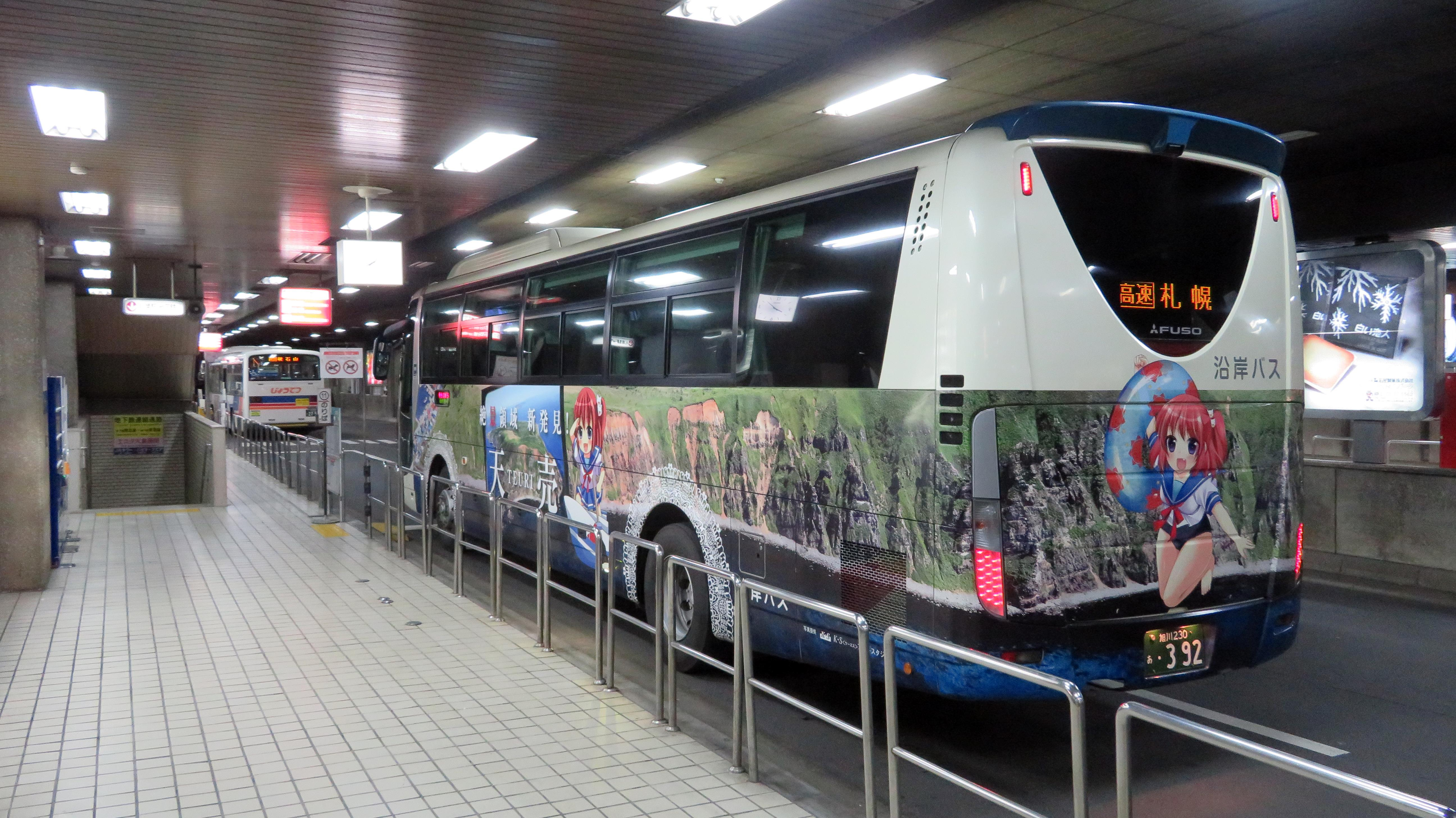
中レーン

JRバスの中央区方面、じょうてつの南区方面、道南バス、沿岸バス、中央バス（一部）の都市間高速バスが使用。JRバスと中央バスの路線詳細は営業所記事を参照。
7番のりば
各路線、西11丁目駅経由。
- JRバス 琴似営業所
  - 50 啓明線 もいわ山ロープウェイ行（中央区役所前・南13条西22丁目経由）
  - 51 啓明線 啓明ターミナル行（医大病院前経由）
  - 53 啓明線 啓明ターミナル行（中央区役所前経由）
- じょうてつ
  - 南54 真駒内線 真駒内本町行（南21条西11丁目経由）・南町4丁目行（南21条西11丁目・真駒内本町・真駒内駅経由）

8番のりば
- 中央バス 岩見沢営業所
  - 高速いわみざわ号 岩見沢市行（岩見沢ターミナル）
  - 高速みかさ号 三笠市行（岩見沢ターミナル・三笠市民会館）
  - 高速くりやま号 栗山町行（南幌ビューロー・栗沢駅・栗山駅）
  - 高速ゆうばり号 夕張市行（南幌ビューロー・北長沼・栗山駅・レースイリゾート）

9番のりば
- じょうてつ
  - 南55 藻岩線 硬石山行（すすきの・南21条西11丁目・川沿1条1丁目経由）・藻岩高校行（すすきの・南21条西11丁目経由）
  - 南沢線（通勤ライナー号） 南沢4条3丁目行（川沿1条1丁目経由）

10番のりば
- 道南バス
  - 高速ハスカップ号 苫小牧市行（苫小牧駅）
  - 高速おんせん号 登別市行（直行/ウポポイ経由 登別温泉）
  - 高速白鳥号 室蘭市行（幌別・東町ターミナル・室蘭観光協会）
  - 高速室蘭サッカー号 室蘭市行（若山営業所・室蘭工業大学・室蘭大谷高校）
  - 高速ペガサス号 浦河町行（鵡川四季の館・門別競馬場・静内駅・浦河町役場・浦河ターミナル）
  - 札幌洞爺湖線 洞爺湖町行（中山峠・ルスツリゾート・洞爺湖温泉・東町）
  - 札幌豊浦線 豊浦町行（中山峠・ルスツリゾート・洞爺湖温泉・洞爺駅・豊浦しおさい）

11番のりば
- 沿岸バス
  - 特急はぼろ号 羽幌町行・豊富町行（小平中央・本社ターミナル・遠別営業所・幌延十字街・豊富営業所）
  - 特急ましけ号 留萌市行（浜益・雄冬・旧増毛駅・留萌駅前）

12番のりば
直行便を除く各路線、すすきの・南21条西11丁目・藻岩高校経由。
- じょうてつ
  - 快速7 定山渓線・豊平峡温泉線 藤野3条2丁目行・簾舞団地行・豊滝行・定山渓温泉行・豊平峡温泉行（川沿16条2丁目・十五島公園経由）
  - 快速7 定山渓線 藤野西通行・豊滝行（川沿16条2丁目・藤野4条5丁目経由）
  - 快速8 定山渓線 藤野3条2丁目行・簾舞団地行・豊滝行・定山渓温泉行（石山中央・十五島公園経由）
  - 定山渓温泉かっぱライナー号 豊平峡温泉行（小金湯温泉・定山渓温泉・豊平峡温泉直行）

※快速7・快速8の豊平峡温泉行は「H」、定山渓温泉行は「J」が系統番号の末尾に併記される。

### 南レーン

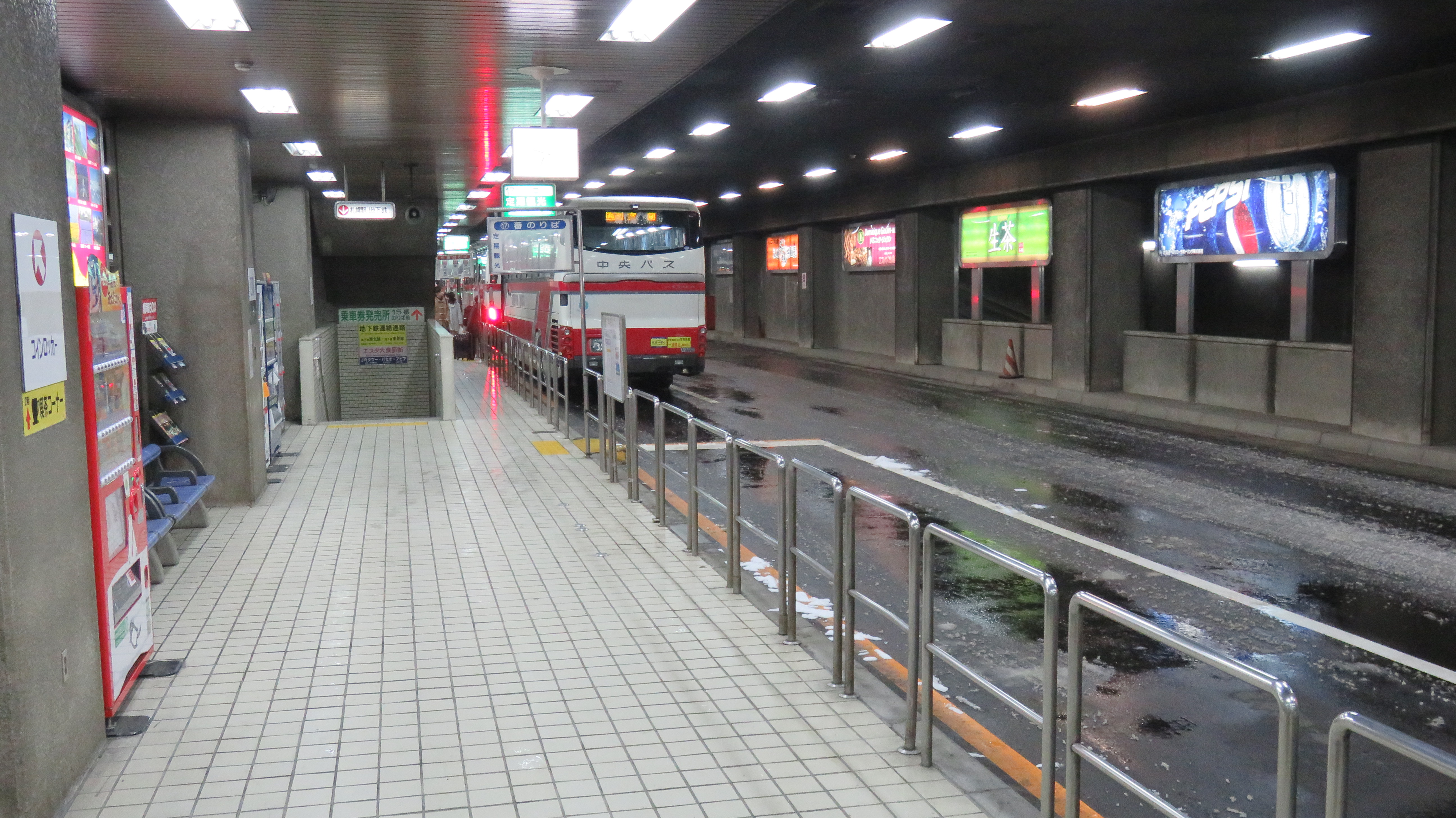
南レーン

中央バスおよび共同運行会社の都市間高速バス（一部除く）、定期観光バスなどが使用。路線詳細は営業所記事（一部路線記事）および共同運行事業者記事を参照。
13番のりば
- 滝川営業所
  - 高速たきかわ号 滝川市行（直行/砂川市立病院経由 滝川駅・滝川営業所）
  - 高速るもい号 留萌市行（滝川駅経由/深川市立病院経由 留萌ターミナル）
- 札幌北営業所
  - 高速とまこまい号 苫小牧市行（苫小牧駅・苫小牧西港フェリーターミナル）
  - 高速むろらん号 室蘭市行（幌別・東町ターミナル・室蘭観光協会）

14番のりば
- 旭川営業所・JRバス・道北バス
  - 高速あさひかわ号 旭川市行（旭川駅）
- 札幌北営業所・JRバス・道北バス・北紋バス
  - 高速流氷もんべつ号 紋別市行（滝上・紋別ターミナル）
- 札幌北営業所・北海道北見バス・道北バス
  - 高速えんがる号 遠軽町行（白滝・丸瀬布・遠軽ターミナル）

15番のりば
- 札幌北営業所・道北バス
  - 高速なよろ号 名寄市行（和寒・士別大通6丁目・名寄駅・名寄営業所）
- 札幌北営業所・くしろバス・阿寒バス
  - スターライト釧路号（昼行便） 釧路市行（大楽毛駅・釧路駅前バスターミナル・くしろバス本社）
- 札幌北営業所・網走バス・北海道北見バス
  - ドリーミントオホーツク号（昼行便） 北見市・網走市行（北見バスターミナル・美幌駅・網走バスターミナル）

16番のりば
- 札幌北営業所
  - 高速ふらの号 富良野市行（赤平駅・芦別駅・富良野駅）
- 札幌北営業所・道南バス・北都交通・函館バス
  - 高速はこだて号（昼行便） 函館市行（直行/八雲・森・新函館北斗駅経由 函館駅前バスターミナル・湯の川温泉）
- 札幌北営業所・北都交通・JRバス・十勝バス・北海道拓殖バス
  - ポテトライナー 帯広市行（直行/音更経由/清水・芽室経由 帯広駅バスターミナル）

17番のりば
- ニセコバス
  - 札幌・ニセコ号 ニセコアンヌプリ行（冬季運行）
- 札幌第一観光バス・じょうてつ
  - 札幌国際スキー場スキーバス 札幌国際スキー場行（冬季運行）
- 定期観光バス等

18番のりば
- 定期観光バス等

### 降車
- 中央バス（一部路線）、JRバス（一部路線を除く）、じょうてつ、道南バスの各路線はバスターミナル入口脇の降車専用停留所で取り扱う。
- 中央バスおよび共同運行会社（一部路線を除く、斜里バスの斜里町発イーグルライナーを含む）、JRバス（一部路線）、沿岸バス各路線はレーン内で取り扱う。

### 新聞記事
1. ↑  “国鉄バスターミナル” (日本語). 北海道新聞. フォト北海道（道新写真データベース） (北海道新聞社). (1976年1月21日) 2017年9月3日閲覧。
2. ↑  “札幌ターミナルビル 華やかに竣工祝う” (日本語). 北海道新聞. フォト北海道（道新写真データベース） (北海道新聞社). (1978年8月29日) 2017年9月1日閲覧。
3. ↑  “札幌 JRタワーきょう「開業」*プレオープンで大混雑*全道から買い物客*行列 店舗ぐるり／飲食街 1時間待ち” (日本語). 北海道新聞. フォト北海道（道新写真データベース） (北海道新聞社). (2003年3月6日) 2017年9月1日閲覧。